# Friars

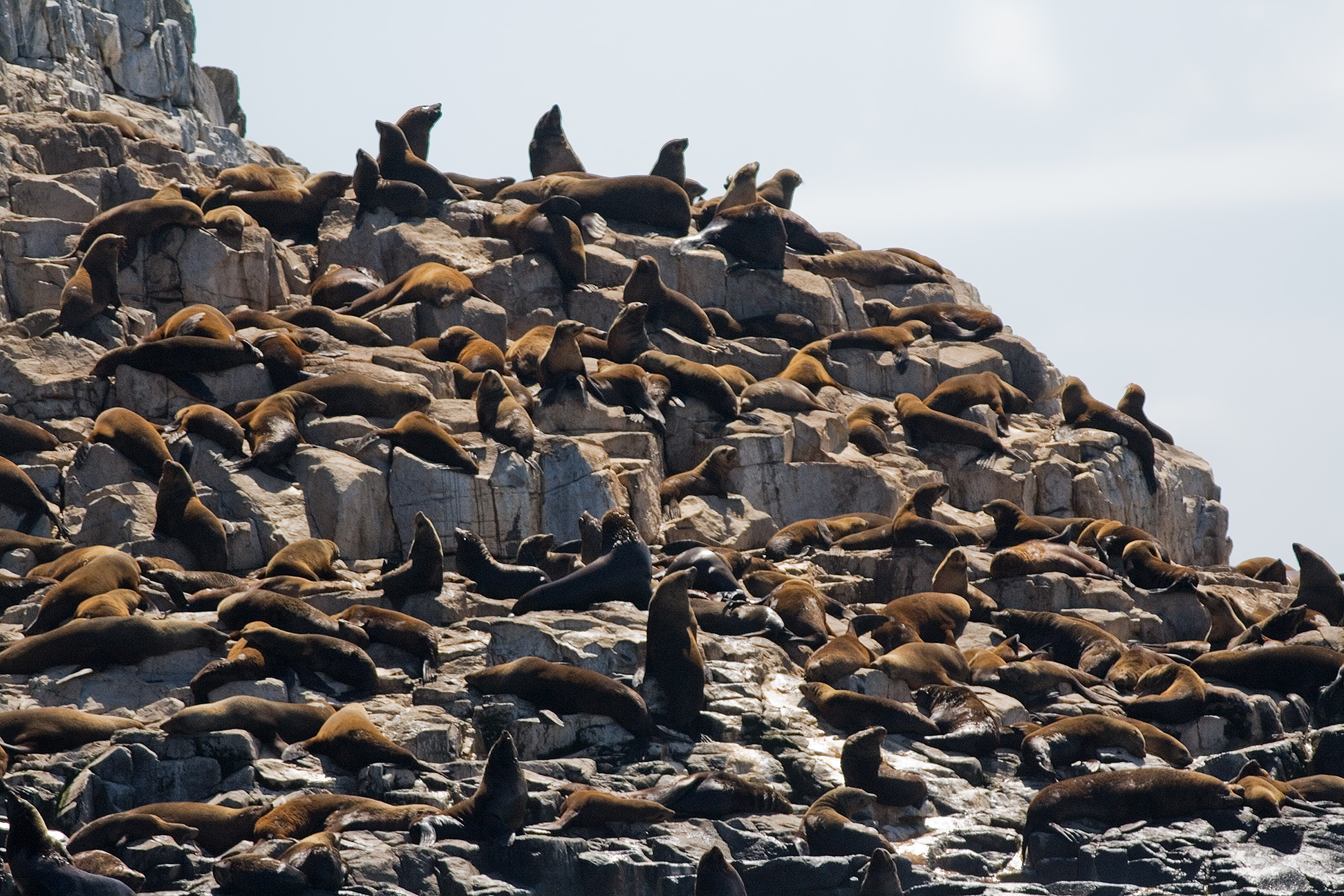
Uchatki karłowate

Friars – grupa czterech wysp, zbudowanych z diabazu, o łącznej powierzchni około 17 ha. Położone u południowo-wschodniego wybrzeża Tasmanii (Australia) i wchodzą w skład archipelagu wysp Actaeon, który zlokalizowany jest na południowym krańcu Kanału d’Entrecasteaux, koło wyspy Bruny. Wyspy Friars położone są na terenie Parku Narodowego South Bruny.  

## Fauna
Na wyspie odnotowano występowania następujących gatunków ptaków morskich: pingwin mały, burzyk cienkodzioby, petrelek krótkodzioby i nurzec czarnoskrzydły. Wśród ssaków zamieszkujących wyspy są dwa gatunki z rodziny uchatkowatych: kotik nowozelandzki i uchatka karłowata. Na wyspach występuje również endemiczny gatunek jaszczurki – Niveoscincus metallicus z rodziny scynkowatych